# Kostel svatého Mikuláše (Mníšek)
Římskokatolický farní kostel svatého Mikuláše v Mníšku je barokní sakrální stavba nacházející se na křížení cest na nízkém pahorku na zrušeném hřbitově. Od roku 1966 je kostel chráněn jako kulturní památka.

## Historie

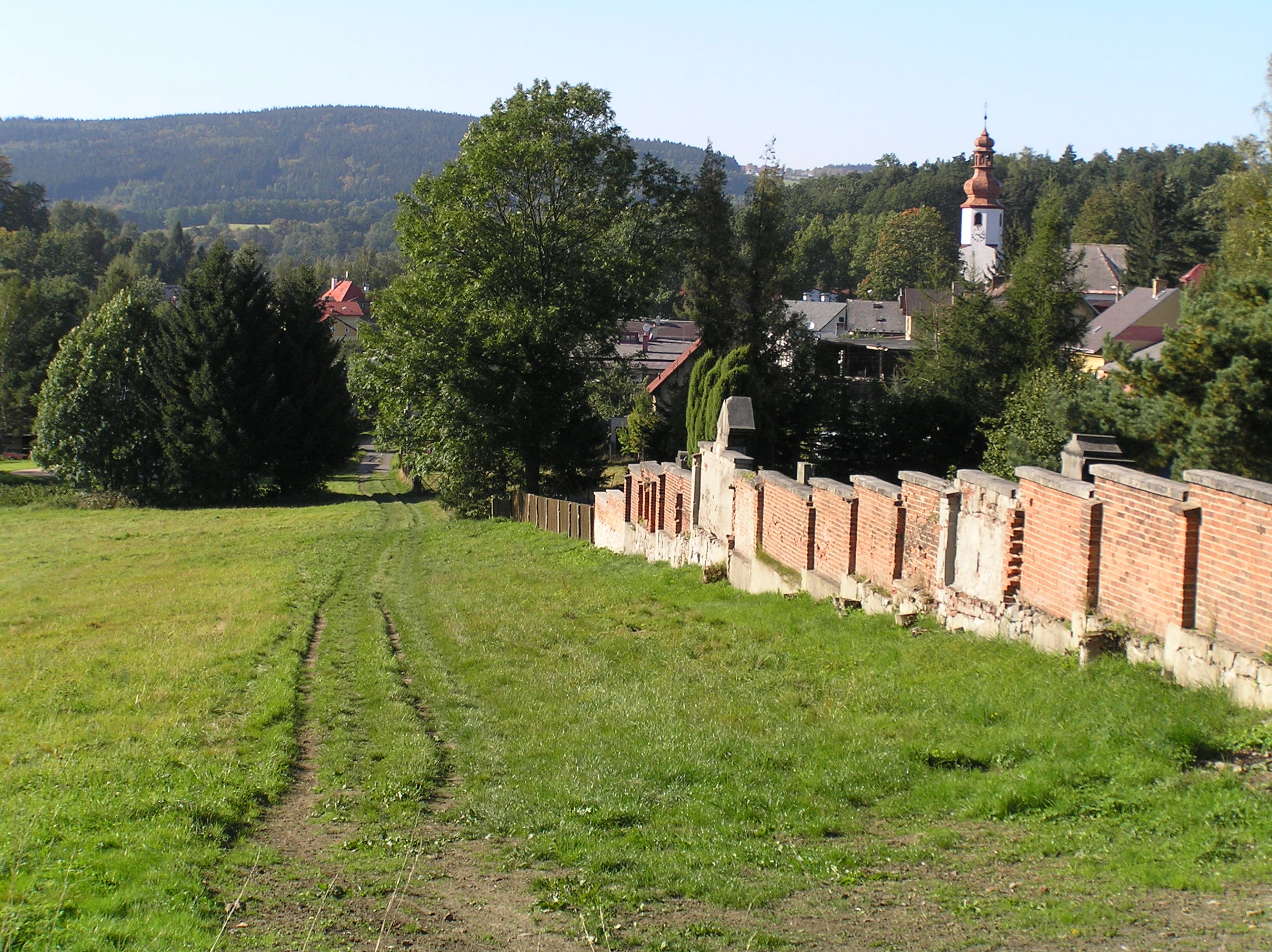
Pohled na kostel sv. Mikuláše v Mníšku od hřbitova

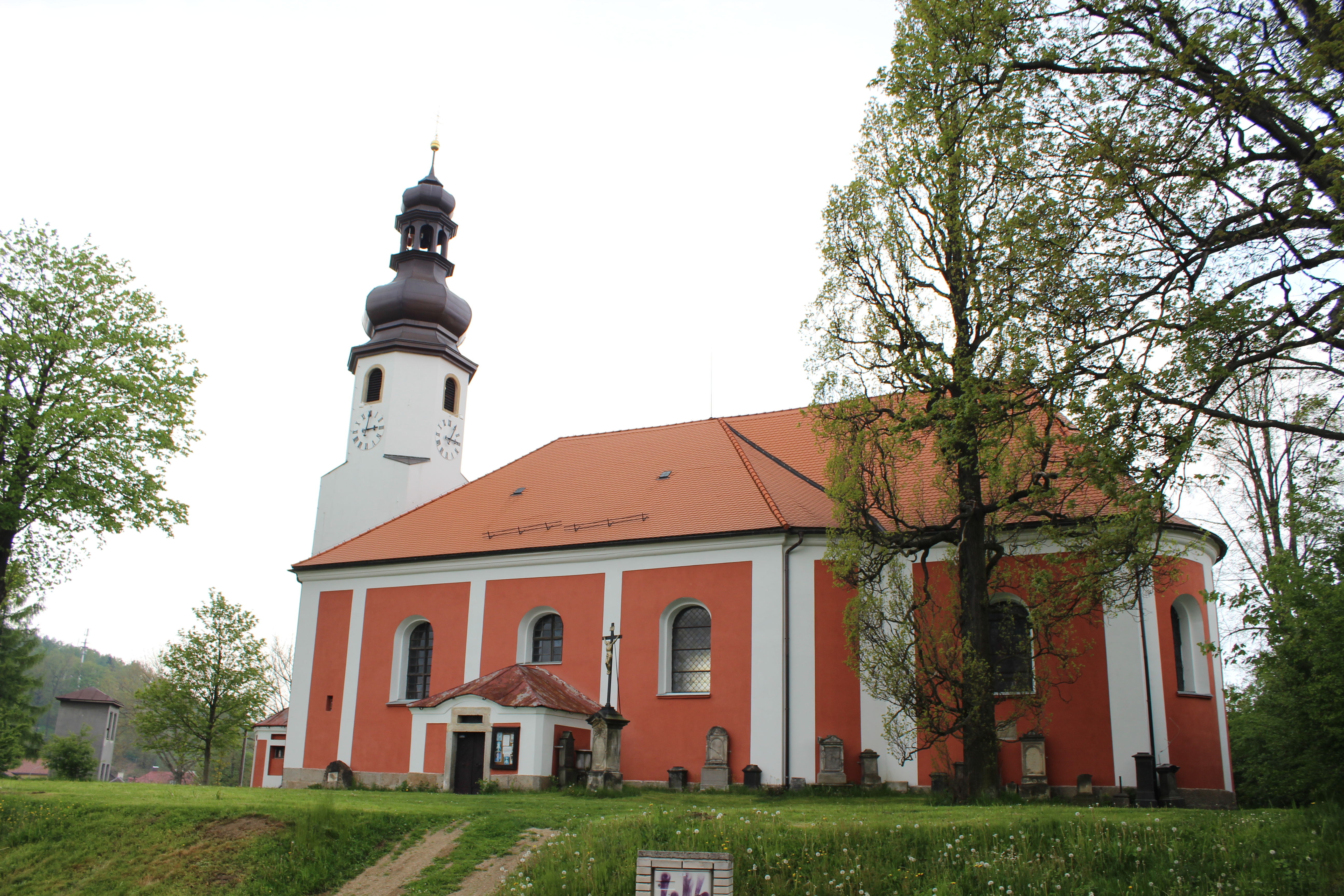
Kostel sv. Mikuláše v Mníšku u Liberce (pohled od východu z Oldřichovské ulice)

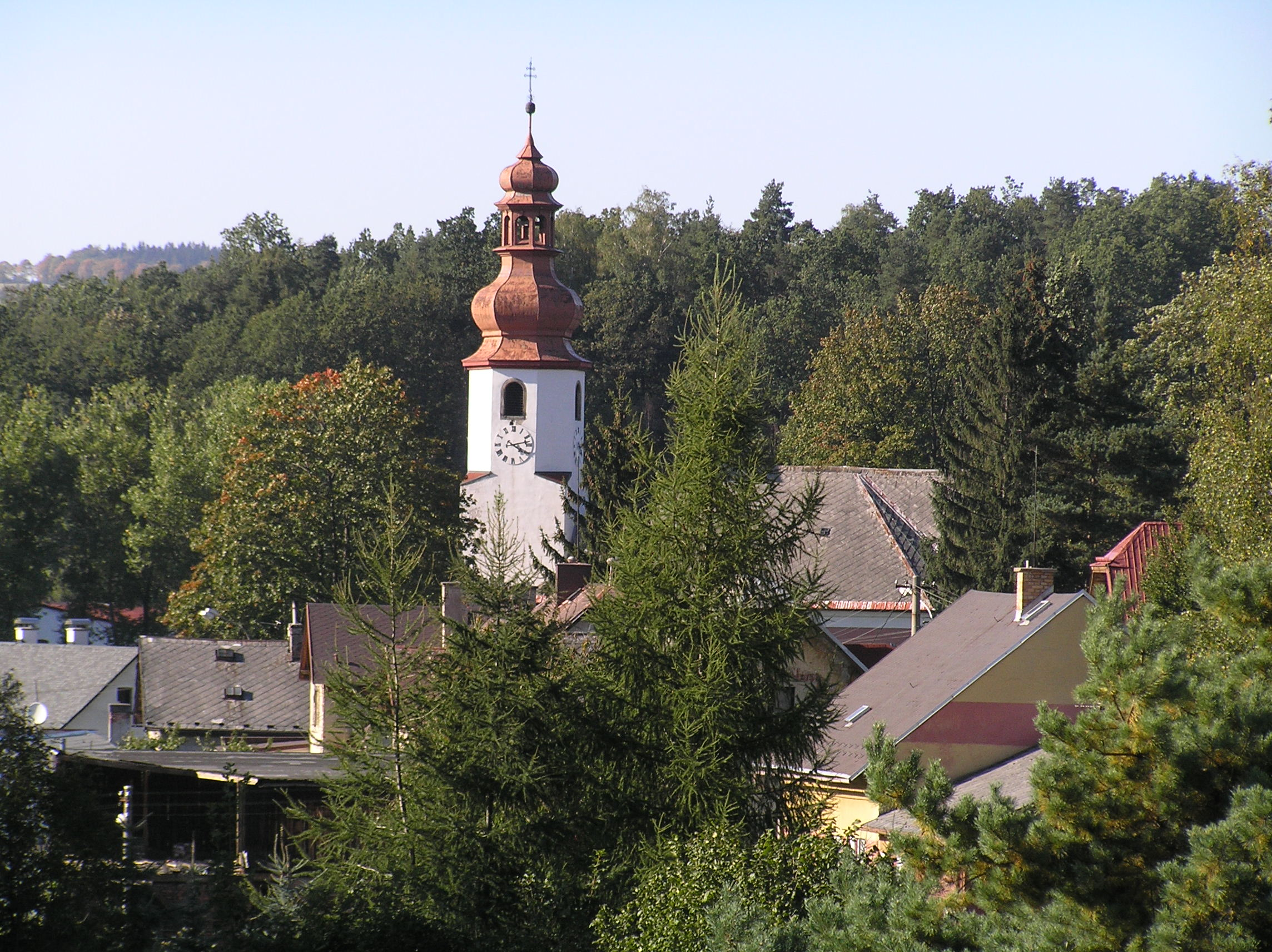
Věž kostela sv. Mikuláše

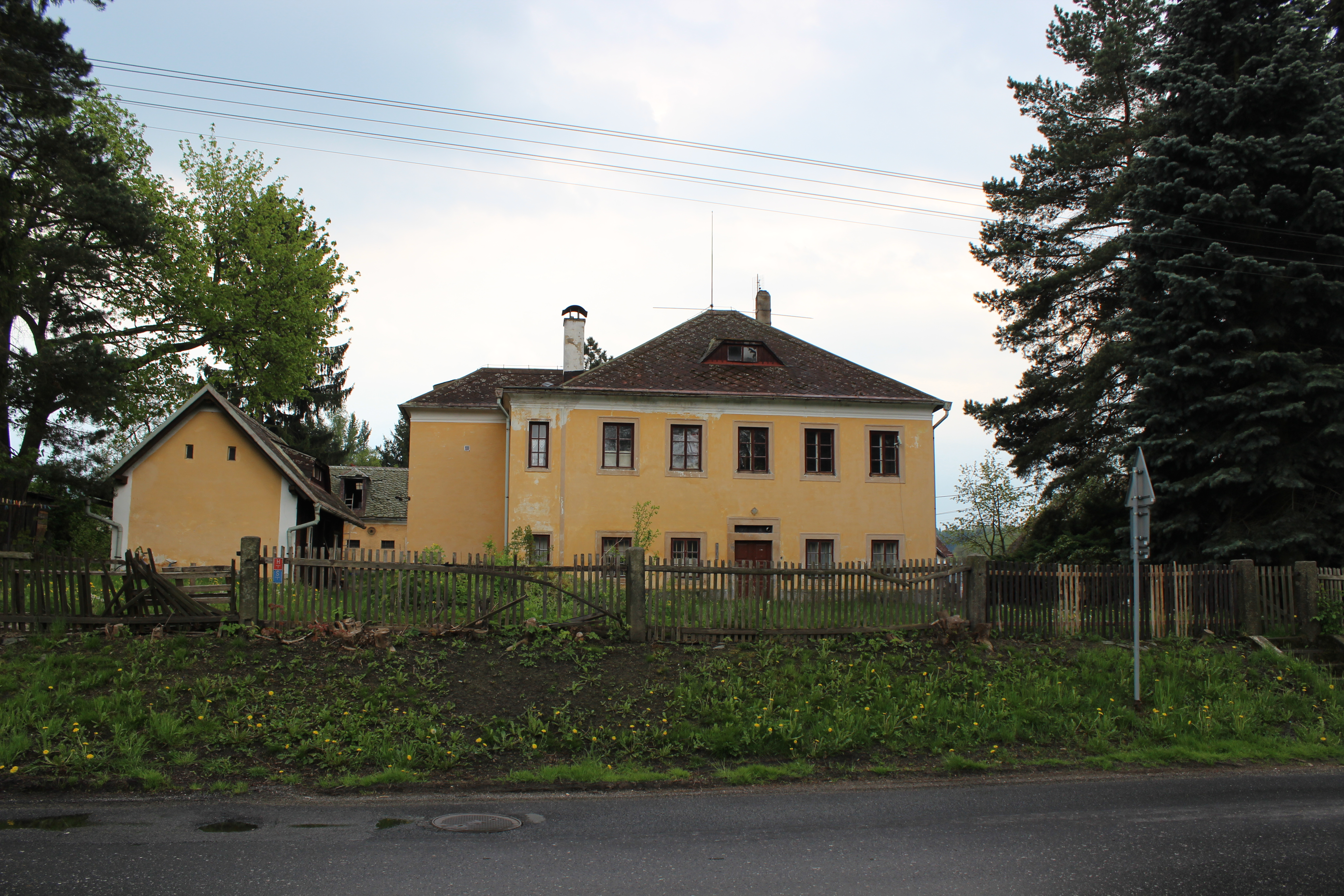
Fara v Mníšku

Kostel nahradil původní redernský kostelík z roku 1570. Byl postavený podle plánů stavitele Jana Fugenauera z Nového Města pod Smrkem v letech 1739-1740. Základní kámen dnešní stavby byl položen 3. června 1739.

## Architektura
Stavba je obdélná, členěná lizénami. Má pravoúhlý presbytář a západní hranolovou věž, která byla v roce 1775 zvýšena o oktogonální vršek. Věž má cibulovou střechu. Presbytář je sklenut plackou. Loď má plochý strop. V lodi je trojramenná dřevěná kruchta. Severní sakristie má valenou klenbu.

## Zařízení
Hlavní oltář má na rokokové tumbě a tabernáklu pseudogotickou arkádu z roku 1859. Nad ní se nachází akademický obraz sv. Mikuláše ze stejného období. Ostatní zařízení většinou pochází z období výstavby kostela. Dva boční oltáře jsou rokokové. Jedná se o bohatě řezané a zlacené oltáře od řezbáře Ch. Breuera a sochaře Jan Hájka z Mnichova Hradiště z roku 1769. Oltář Panny Marie je portálový, sloupový. Jsou na něm sochy sv. Jáchyma a sv. Anny. V kostele je panelový oltář sv. Jana Nepomuckého se sochami andělů a obrazem od Jana Filipa Leubnera. K němu patří i kazatelna s andílky a sochou Mojžíše z roku 1762 od stejných autorů. Na kruchtě se nacházejí čtyři rokokové obrazy: Narození Páně, Anděla a Zachariáše, Zasnoubení Panny Marie a obraz sv. Jana Křtitele. Varhany jsou pseudorenesanční z roku 1896.
O stěnu kostela jsou opřeny empírové kamenné i litinové náhrobníky.

## Okolí kostela
Při státní silnici se nachází pozdně barokní fara z roku 1767. Je dílem zedníka Josefa Thuma. Jedná se o volně stojící, dvoupatrovou stavbu o třech osách. Má střední rizalit a mansardovou střechu.